# ジェイミー・ウィーラン
ジェイミー・ウィーラン（Jamie Whelan、1994年5月19日 - ）は、イギリスの男性キックボクサー。ロンドン出身。Double K Gym所属。

## 来歴

### キックボクシング～K-1参戦
2015年6月20日、Muay Thai Grand Prixでマノリス・カリシスと対戦し判定勝ち。
2016年3月26日、Muay Thai Grand Prix 3において59kg契約でポール・カーポウィッツと対戦。判定負けでプロ初黒星を喫した。
2016年11月3日、K-1 WORLD GP 2016 JAPAN ～初代フェザー級王座決定トーナメント～に参戦。1回戦で武尊と対戦しプロ初のダウンを奪われ、結果は判定負け。
2017年4月22日、K-1 WORLD GP 2017 JAPAN ～第2代スーパー・バンタム級王座決定トーナメント～に参戦。1回戦で寺戸伸近と対戦し判定負け。
2017年11月24日、KGP(Kickboxing Grand Prix)でライアン・シェーハンと対戦しKO勝ち。

### ボクシング
2019年5月11日にプロボクシングデビュー。ホセ・アギラーに判定勝ちしてデビュー戦を白星で飾った。　

## 獲得タイトル
- ISKA世界スーパー・フェザー級王者
- WKN欧州スーパー・フェザー級王者